# Велегушка
Веле́гушка — река в Коломенском районе Московской области России. Последний левый приток Москвы-реки перед её впадением в Оку.
В Коломенской писцовой книге 1577 г. название указано как Велегоща. Ранний вариант названия объясняется из терминологии подсечно-огневого земледелия, где гоща — «подсека, место, где лес сведён под пашню», а веле от русского велий — «большой», в целом «большая подсека». К XVIII веке название, утратив смысл, подверглось существенному искажению.
В публикациях середины XIX века название реки звучит как Велеушка. Так же она называется на топографической карте Московской губернии 1860 года.
Длина реки составляет 14 км, площадь водосборного бассейна — 32,4 км². Равнинного типа. Питание преимущественно снеговое. Велегушка замерзает в ноябре — начале декабря, вскрывается в конце марта — апреле. Впадает в Москву-реку в 17 км от её устья по левому берегу.
Велегушка — один из самых живописных малых притоков Москвы-реки. По незаселённым берегам реки растут сухие боры.

## Данные водного реестра
По данным государственного водного реестра России, относится к Окскому бассейновому округу. Речной бассейн — Ока, речной подбассейн — бассейны притоков Оки до впадения Мокши, водохозяйственный участоки — Москва от водомерного поста в деревне Заозерье до города Коломны.